# Sujeet Maan
Sujeet Maan (ur. 15 grudnia 1978) – indyjski zapaśnik walczący w stylu wolnym. Olimpijczyk z Aten 2004, gdzie zajął osiemnaste miejsce w kategorii 74 kg.
Czterokrotny uczestnik mistrzostw świata, ósmy w 2003. Czwarty na igrzyskach azjatyckich w 1998 i szósty w 2002. Zdobył srebrny medal na mistrzostwach Azji w 2004 a brązowy 1999, 2000 i 2003. Mistrz Wspólnoty Narodów w 2003. Zwycięzca Igrzysk Azji Południowej w 1999 roku.
- Turniej w Atenach 2004

Przegrał z Japończykiem Kunihiko Obatą i Kubańczykiem Ivánem Fundorą.
W roku 2002 został laureatem nagrody Arjuna Award.